# تامی جیمز
تامی جیمز (انگلیسی: Tommy James؛ زادهٔ ۲۹ آوریل ۱۹۴۷) یک موسیقی‌دان اهل ایالات متحده آمریکا است.